# 2025年5月逝世人物列表
2025年逝世人物列表：1月 - 2月 - 3月 - 4月 - 5月 - 6月 - 7月 - 8月 - 9月 - 10月 - 11月 - 12月
2025年5月逝世人物列表，是用于汇总2025年5月期间逝世人物的列表。

## 依日期排序

### 31日
- 唐浩，53岁，中国心血管外科医师，中南大学湘雅二医院主任医师。[1]
- 余文正，78歲，台灣民眾（前商務人士）及同年涉車禍肇事駕駛。因伤重合併多重器官衰竭亡。[2]
- 张传有，78岁，中国伦理学家，武汉大学哲学学院教授。[3]
- 斯坦利·費希爾（英語：Stanley Fischer），81歲，美國經濟學家，美國聯邦儲備局前副主席，前以色列銀行行長。[4]
- 埃內斯托·佩萊格里尼（英语：Ernesto Pellegrini），84岁，意大利商人，国际米兰足球俱乐部前主席（1984年—1995年）。[5]
- 徐通模，85歲，中國教育家，曾任西安交通大學校長（1998—2003年）。[6][7]
- 朱文先，86岁，中国相声表演艺术家，一级演员。[8]
- 陳瑤琴，102歲，香港足球界人士，曾多年擔任香港足球總會副會長，被亞洲足球協會譽為「亞洲女子足球教母」。[9]

### 30日
- 洪文山，108岁，台灣牧師、第一屆國民大會代表。[10]
- 瓦萊麗·馬哈菲（英語：Valerie Mahaffey），71歲，美國女演員。曾獲得黃金時段艾美獎戲劇類電視系列劇最佳女配角。[11]
- 张娅娅，71岁，中国电视节目策划人和撰稿人，北京联合大学应用文理学院新闻传播系原系主任。[12]
- 范志強，73歲，台灣軍人、副教授、專業經理人，法人董事、前元大商業銀行董事長。[13]
- 方剛，78歲，香港演員。[14]
- 曼諾·曼尼安，79歲，馬來西亞演員及導演。[15]
- 洛蕾塔·斯威特（英語：Loretta Swit），87歲，美國女演員，曾獲黄金时段艾美奖喜剧类电视系列剧最佳女配角。[16]
- 趙秀容（義大利語：Giuseppina Frongia），93歲，臺灣籍義大利裔修女，長期服務新竹縣尖石鄉原住民。[17]
- 刘镇，103岁，中国政治人物，盐城市人大常委会原副主任。[18]

### 29日
- 方茂东，59岁，中国汽车工程师，中汽中心副总工程师，九三学社中央委员。[19]
- 郭伟峰，68岁，中国新闻工作者，香港中国评论通讯社社长。[20]
- 陳履生，68歲，中國畫家、美術史家、研究員，澳門城市大學藝術學特聘教授，原中國國家博物館副館長。[21]
- 李兆杰，70岁，中国国际法学家，清华大学法学院教授。[22]
- 拉傑什（英语：Rajesh (Tamil actor)），75歲，印度演員，主要出演泰米爾語及馬拉雅拉姆語影劇，呼吸困難。[23]
- 胡安·曼努埃尔·埃吉亚加赖（西班牙語：Juan Manuel Eguiagaray），79岁，西班牙政治人物，工业与能源大臣（1993年—1996年）。[24]
- 汪承灝，87歲，中國物理學家，中國科學院聲學研究所研究員。2001年當選為中國科學院院士。[25]
- 張敬，87歲，台灣雕塑家。晚年師從楊英風，相關作品曾獲雄獅美術新人獎、北美館現代雕塑獎、文建會民族工藝獎（雕刻類）等。[26]
- 刁玉玮，88岁，中国化工工艺专家，大连理工大学教授。[27]
- 路秉杰，90岁，中国建筑史学家，同济大学教授。[28]
- 张泽华，93岁，中国力学家，哈尔滨工业大学航天学院教授。[29]
- 应越英，100岁，中国病理学家，复旦大学教授。[30]

### 28日
- 陈翀，50岁，中国古典文学专家，日本广岛大学教授。[31]
- 田奕，62岁，中国古典文献数字化工程参与者，北京扫叶科技文化有限公司总经理。[32]
- 夏吟兰，68岁，中国婚姻法学家，中国政法大学教授。[33]
- 劉修一，80歲，韓國羅馬天主教會教長。[34]
- 王红岩，82岁，中国法学家，内蒙古大学原法律系副主任。[35]
- 王培东，84岁，中国画家，中国美术家协会会员。[36]
- 恩古吉·瓦·提昂戈，87歲，肯亞作家和文化學家。[37]
- 时安云，88岁，中国病理生理学家，北京大学基础医学院教授。[38]
- 珀尔·纳尔戈尔（丹麥語：Per Nørgård），92歲，丹麥古典音乐作曲家。[39]
- 喬治·埃爾伍德·史密斯（英語：George Elwood Smith），95歲，美國物理學家，2009年諾貝爾物理學獎得主。[40]
- 毛池富，97岁，中国政治人物，原浙江汽车驾驶技工学校党委书记。[41]

### 27日
- 叶龙，33岁，中国考古工作者，广东省文物考古研究院工作人员。[42]
- 万松，50岁，中国警察，武汉市公安局科技信息化支队警务技术四级主任。[43]
- 释延琳，63岁，中国少林禅医文化传承人。[44]
- 段毅夫，68岁，中国书法家。[45]
- 孫鑫，86歲，中國凝聚態物理學家，中国科学院院士。[46]
- 汪铎，88岁，中国古琴表演艺术家，中国乐器协会古琴专业委员会顾问。[47]
- 宋广瑶，93岁，中国青光眼专家，四川大学华西医院原眼科主任。[48]
- 王兴华，94岁，中国哲学家，南开大学哲学院教授。[49]
- 李清詞，93歲，首位在香港按立的女牧師。[50]
- 黃定加，94歲，台灣教師，成大前代理校長。[51]
- 艾德·蓋爾（英语：Ed Gale），61歲，美國演員、代表作為《靈異入侵》及其續集。[52]
- 崔政宇（韓語：최정우），68歲，韓國男演員。曾參與出演戲劇《李祘》、《HERO》、《檢察官公主》等。[53]
- 佛瑞迪·艾格勒（英语：Freddie Aguilar），72歲，菲律賓唱作男歌手。多重器官衰竭。[54]
- 讓·迪貝利（法語：Jean Tiberi），90岁，法国政治人物，巴黎市长（1995年—2001年）。[55]

### 26日
- 陈楚元，87岁，中国政治人物，原嘉兴市委信访办公室主任。[56]
- 章延林，91岁，中国政治人物，原安徽省宣城地区体改委主任。[57]
- 刘新昌，92岁，中国政治人物，上海市虹口区政协原主席。[58]
- 郭芃，102岁，中国政治人物，原北京航天自动控制研究所副所长，李力夫人。[59]
- 陳曉林，76歲，台灣作家、出版人。曾出版散文集《青青子衿》及《吟罷江山》、《劍氣簫心》、《壯歲旌旗》等作品。[60]
- 罗伯特·贾维克（英語：Robert Jarvik），79岁，美国科学家，最早的人工心脏发明者。[61]
- 查爾斯·蘭格爾（英語：Charles Rangel），94歲，美國民主黨籍政治人物，曾擔任紐約州第13國會選區的聯邦眾議員。[62]
- 法蘭西絲·多爾（英语：Frances Doel），83歲，英國作家及電影編劇，羅傑·科曼的長期合作者。[63]
- 贊塔尼·穆罕默德·贊塔尼，88歲，利比亞政治家，曾任利比亞名義國家元首（利比亞總人民大會秘書長）。[64]
- 趙登舉，85歲，中國檢察官，曾任最高人民檢察院副檢察長、黨組成員。[65]

### 25日
- 马健，77岁，中国政治人物，浙江省嘉兴市政协原副主席、市委统战部原部长。[66]
- 简探微，86岁，中国政治人物，致公党广州市委员会原副主委。[67]
- 武承谋，90岁，中国中医师，国家级非物质文化遗产“武氏正骨疗法”代表性传承人。[68]
- 张磊，92岁，中国历史学家，曾任广东省社会科学院院长，第八届全国人大代表。[69]
- 耿浩，97岁，中国漫画家，中国美术家协会会员。[70]

- 中島利郎（日語：中島 利郎），78歲，日本教授、作家。其極擅台灣文學與研究。代表作含《日本統治期台灣文學研究序》、《台灣的兒童文學和日本人—日本統治期台灣文學研究》；雜誌史料目錄編纂則有《台灣時報總目錄》、《台灣民報・台灣新民報總合目錄》等。[71]

### 24日
- 田斌，60岁，中国工程师，英国劳氏船级社大中华地区副总裁兼香港地区公司代表。[72]
- 侯喜才，83岁，中国政治人物，黑龙江省广播电视局原纪检组长。[73]
- 仇宜解，87岁，中国眼科专家，光正眼科医院集团青岛新视界眼科医院终身荣誉院长。[74]
- 顧玉東，87歲，中國醫師（顯微外科專家），中國工程院院士（醫藥衛生學部）。心肌梗塞。[75][76]
- 曹安民，88岁，中国眼病理学家，北京大学眼科中心首届主任。[77]
- 叶涛，95岁，中国政治人物，曾任云南师范大学党委书记。[78]
- 蘇珊·布朗米勒（英語：Susan Brownmiller），90歲，美國記者、作家和女性主義活動家。[79]
- 马塞尔·奥菲尔斯（德語：Marcel Ophüls），97岁，德裔法国电影导演。[80]
- 芭樂水水（本名不詳），24歲，台灣《美妝吃播》網紅。[81]

### 23日
- 帕維爾·哈勞普卡（捷克語：Pavel Chaloupka），66歲，捷克男子足球運動員，司職中場。[82]
- 塞巴斯蒂昂·薩爾加多（葡萄牙語：Sebastião Salgado），81歲，巴西社會紀實攝影師、攝影記者。[83]
- 黃兆欣（藝名：兆欣），40歲，台灣戲曲藝術家，擅京、崑功底、理論修養與跨界實踐，亦精京劇乾旦一角。身兼導演、演員與創作者身分。心因性休克亡。[84][85]
- 林榮進，78歲，台灣政治人物，前台中市議員。[86]
- 何景賢，90岁，台湾教育家，台北语文学院创始人。[87]
- 陳錫生，90歲，中國程控交換技術專家，中國通信學會會士，中國農工民主黨中央委員會原常務委員，第七、八、九屆全國人大代表。[88]
- 许平岩，92岁，中国政治人物，原吉林省白城地区卫生局局长。[89]
- 王孝，95岁，中国政治人物，哈尔滨工业大学原校工会副主席。[90]
- 张守忠，96岁，中国政治人物，原四川省重庆市公安局双桥分局局长。[91]
- 王子臣，97岁，中国政治人物，原天津铁厂武装部部长。[92]

### 22日
- 周碧麟，71岁，中国散文家，湖北省宜昌市长阳土家族自治县作家协会原副主席。[93]
- 金诚，80岁，中国书画家，清太祖努尔哈赤十五世孙。[94]
- 傅棠活，85岁，中国小说家，《小说选刊》杂志社原副主编。[95]
- 王濤，93歲，中國政治人物，曾任原石油工业部部长、党组书记，原中国石油天然气总公司总经理、党组书记。[96][97]
- 黄样华，107岁，中国军人，二戰老兵。曾參與長沙會戰、抗美援朝等戰役。[98]
- 阿爾弗雷多·帕拉西奧（西班牙語：Alfredo Palacio），86歲，厄瓜多政治人物，前总统（2005年—2007年）。[99]
- 广重力（日語：廣重 力），94岁，日本医学家，北海道大學校长（1991年—1995年）。[100]
- 阿拉斯代爾·麥金泰爾（英語：Alasdair MacIntyre），96歲，英國哲學家。[101]
- 扎卡里亞·辛瓦爾（阿拉伯語：زكريا إبراهيم حسن السنوار），60歲，巴勒斯坦學者和歷史學家。空袭伤重不治。[102]
- 曾文炎，79歲，台灣政治人物，時任嘉義市升格後第1屆市議會議長。[103]

### 21日
- 张莉，41岁，中国学术期刊编辑，中国人民大学书报资料中心副编审。[104]
- 戴春，56岁，中国学术编辑，同济大学《时代建筑》编辑部编辑、主编助理。[105]
- 孙玉琴，62岁，中国旅游经济学家，原上海海事大学经济管理学院教授。[106]
- 邱金凱，79歲，中國人民解放軍副大軍區職退休幹部、原北京軍區副司令員。[107][108]
- 李益宏，84岁，中国政治人物，原高明市人民政府副市长。[109]
- 钟旭槐，87岁，中国教育工作者，广州市第十六中学原校长。[110]
- 高令印，89岁，中国哲学家，厦门大学哲学系教授。[111]
- 陈绍铨，89岁，中国政治人物，江西省九江市政协原主席。[112]
- 李德志，91岁，中国政治人物，山东省济宁市人民检察院原检察长。[113]
- 张际权，91岁，中国政治人物，黑龙江省伊春市人大常委会原副主任。[114]
- 胡纪萃，92岁，中国水污染控制技术专家，清华大学教授。[115]
- 赵孟尧，98岁，中国神经外科专家，原第二军医大学长海医院神经外科主任。[116]
- 侯北人，108岁，中国画家。[117]
- 臼井升，114歲154天，日本超级人瑞，日本在世最年长者（僅一日）。[118]
- 安德烈·波特諾夫（烏克蘭語：Андрій Портнов），51歲，烏克蘭前最高拉達議員、前總統亚努科维奇幕僚和親俄合作者。暗殺身亡。[119]
- 南巴拉·克薩瓦·拉奧（英語：Nambala Keshava Rao），70歲，印度共产党（毛主义）中央委員會總書記（2018年—2025年）。战死（英语：2025 Abujhmarh clash）。[120]
- 格里·康诺利（英語：Gerry Connolly），75歲，美國政治人物。時任民主黨籍聯邦眾議員。食道癌。[121][122]

### 20日
- 王笃君，86岁，中国政治人物，原青岛市园林环卫局党委副书记。[123]
- 吴志祥，87岁，中国政治人物，延安市安塞区政协原主席。[124]
- 杨福良，90岁，中国有机化学家，北京大学化学与分子工程学院教授。[125]
- 方植选，93岁，中国政治人物，衢州市中级人民法院原经济审判庭庭长。[126]
- 郑惠黎，102岁，中国核医学家，复旦大学附属肿瘤医院原核医学科主任。[127]
- 近藤峰（日語：近藤 ミネ），114岁261天，日本超级人瑞，日本在世最年长者（2025年4月—5月）。[128]
- 賈揚特·納利卡（英語：Jayant Narlikar），86歲，印度天體物理學家。[129]
- 尼諾·本韋努蒂（義大利語：Nino Benvenuti），87歲，義大利男子拳擊運動員，1960年奥运会金牌得主。[130]
- 陳德良，88岁，越南政治人物，曾任越共中央政治局委员、越南国家主席（1997—2006年）。[131][132]

### 19日
- 杨鹏飞，59岁，中国中医肿瘤专家，陕西省中医药专家协会肿瘤专家分会主任委员。[133]
- 李仁福，62岁，中国政治人物，哈尔滨工业大学原纪委副书记、监察处处长。[134]
- 梁福东，65岁，中国企业家，青岛华仁世纪集团有限公司董事长。[135]
- 贺丰奇，70岁，中国政治人物，原内蒙古自治区卫生厅副厅长、自治区医师协会会长。[136]
- 李剑国，82岁，中国古代文学学者，南开大学教授。[137]
- 朱宁康，91岁，中国教育工作者，杭州市政协原副秘书长。[138]
- 徐文霞，91岁，中国医学家，南方医科大学教授。[139]
- 陈伯毅，96岁，中国政治人物，原四川省重庆市建材局党委书记、市建材工业总公司党委书记。[140]
- 尤里·格里戈罗维奇（俄語：Юрий Григорович），98岁，苏联及俄罗斯芭蕾舞者、编舞家。曾出演《胡桃鉗（The Nutcracker）》、《天鵝湖（Swan Lake）》及《石頭花（The Stone Flower）》等舞劇（舞齡生涯長達80年）。[141][142]
- 尤里·弗拉基米罗夫（英语：Yuri Vladimirov），83岁，苏联及俄罗斯芭蕾舞演员。[143]
- 富田武（日語：富田 武），79歲，日本歷史、政治學者，成蹊大學法學部名譽教授。[144]
- 明石昌夫（日語：明石 昌夫），68歲，日本音樂製作人、編曲家、貝斯手。[145]

### 18日
- 马勇，51岁，中国娱乐策划人、导演，亚洲流行音乐协会副秘书长。[146]
- 隋永清，68岁，中国电影演员，宋庆龄养女。[147]
- 吴静山，82岁，中国山水花鸟画家、书法家，中央文史研究馆馆员。[148]
- 鄢来旭，84岁，中国政治人物，湖北省文联原党组副书记。[149]
- 吴孝成，84岁，中国文学评论家，原伊犁师范学院院长。[150]
- 周华瑞，90岁，中国政治人物，曾任中共扬州市委老干部局局长，周恩来堂侄。[151]
- 秦文俊，93歲，中國政治人物，曾任新華社香港分社副社長、中共深圳市委副書記。[152]
- 扎西顿珠，69岁（一说71岁），中国藏族话剧演员。[153]
- 陳美玲（英語：Lisa Chan），61歲，香港藝人艾威妻子。[154]
- 詹姆斯·蒂爾（英語：James Till），93歲，加拿大生物物理學家、幹細胞和癌症研究人員、多倫多大學前教授。[155]
- 謝志培，68歲，台灣國家射擊代表隊選手、李孟遠父親。[156]

### 17日
- 卜文哲，28岁，中国作家，咸阳市作家协会会员。登山坠亡。[157]
- 李春升，62岁，中国微波遥感专家，北京航空航天大学教授。[158]
- 俞适，89岁，中国政治人物，扬子晚报原副总编辑。[159]
- 甘柏林，89岁，中国盲人二胡演奏家，曾任中国残疾人联合会副主席。[160]
- 程立，98岁，中国病理生理学家，复旦大学基础医学院教授。[161]
- 朱媛媛，51岁，中國女演員，第36屆大眾電影百花獎最佳女配角獎得主。[162][163]
- 張能發，62歲，台灣臺東市富岡國小校長。磯釣落海溺亡。[164]
- 保羅·德爾坎（英語：Paul Durcan），80岁，愛爾蘭詩人。[165]
- 韦伦诺伊（法語：Werenoi），31岁，原名热雷米·巴纳·奥沃纳（法語：Jérémy Bana Owona），法國繞舌歌手。[166]

### 16日
- 郭莹，40岁，中国艺术策展人，北京韩美林艺术馆党支部书记。[167]
- 刘曦，44岁，中国文化传播领域专家，浙江理工大学传播系原系主任。[168]
- 尹悟铭，44岁，中国雕塑艺术家，南京艺术学院教授。[169]
- 王习元，51岁，中国教育工作者，江苏省淮安市车桥中学党总支书记。[170]
- 张景坤，94岁，中国诗人，苏州市文联原副主席。[171]
- 马原，94歲，中国法官，曾任最高人民法院副院长、党组成员。[172]
- 拉克斯·彼得（匈牙利語：Lax Péter），99歲，匈牙利裔美國數學家，2005年阿贝尔奖得主。[173]
- 赫拉德·蘇特曼（荷蘭語：Gerard Soeteman），88歲，荷蘭編劇。[174]

### 15日
- 李国庆，63岁，中国心血管病学专家，白求恩奖章获得者。[175]
- 谢桂英，101歲，中國人，南京大屠杀幸存者。[176]
- 杜尚·武約維奇，73歲，塞爾維亞經濟學家及政治人物，前财政部长（英语：Ministry of Finance (Serbia)）。[177]
- 塔伊娜·埃爾格（芬蘭語：Taina Elg），95歲，美國籍芬蘭裔女演員。[178]

### 14日
- 邵学军，51岁，中国中医讲师，中国医药教育协会孙思邈医德传承工作委员会专家委员。[179]
- 谭炳光，60岁，中国律师，广东省云浮市律师协会副会长。[180]
- 陈哲，71岁，中国词作家、音乐制作人。《土风计划》发起人，曾创作《血染的风采》、《让世界充满爱》、《黄土高坡》、《走西口》、《一个真实的故事》等作品。[181]
- 李开敏，86岁，中国扬剧表演艺术家，扬州市扬剧研究所一级演员。[182]
- 缪道期，88岁，中国计算机安全专家，公安部十一局原总工程师。[183]
- 陈谷嘉，91岁，中国思想史家，湖南大学岳麓书院教授。[184]
- 贺善安，93岁，中国植物学家，中国科学院植物研究所原所长。[185]
- 安希㟾，93岁，中国材料学家，哈尔滨工业大学教授。[186]
- 朱森元，95岁，中國液體火箭發動機專家，中国科学院院士。[187]
- 周惠梅，96岁，中国教育工作者，广东工程职业技术学院教师。[188]
- 段曰活，82歲，越南記者，民主活動家。[189]
- 瑪莎·三宅，92歲，原名三宅光子，日本爵士樂歌手。[190]
- 弗拉基米尔·米亚斯尼科夫（俄語：Владимир Мясников），93岁，俄罗斯汉学家，俄罗斯科学院院士。[191]

### 13日
- 熊方福，78岁，中国政治人物，原中共南昌市青山湖区委副书记。[192]
- 范如玉，82岁，中国军事人物，原国防科工委核试验基地司令员。[193]
- 盧瑞華，86岁，中國政治人物，中共十四屆候補中央委員、十五屆中央委員，广东省省长（1996年—2003年）。[194]
- 冀廷璧，101岁，中国军事人物，曾任陕西省军区司令员。[195]
- 谷川禎次郎（日語：谷川 禎次郎），92歲，日本男子游泳運動員。[196]
- 何塞·穆希卡（西班牙語：José Mujica），89岁，烏拉圭政治人物，時任烏拉圭第40任總統（2010年—2015年）。一生奉行簡樸生活實踐反消費主義，主張社會建立公平制度與共生合作。[197][198][199]
- 約翰·布賴森（英語：John Edgar Bryson），81歲，美國商人、律師及政治人物，前商務部長（2011年—2012年）。[200]
- 穆罕默德·辛瓦爾（阿拉伯語：محمد إبراهيم حسن السنوار），49歲，巴勒斯坦哈马斯领导人，加沙地带行政当局负责人（2024年ー2025年）。空袭身亡。[201]

### 12日
- 庄华，62岁，中国企业家，CGL（上海德筑企业管理有限公司）创始人。[202]
- 陆树良，64岁，中国创面修复专家，上海市烧伤研究所原所长。[203]
- 钟振山，75岁，中国武术家，武氏太极拳第五代嫡系传人。[204]
- 徐圆圆，80岁，中国书法家，上海市文史研究馆馆员。[205]
- 庞邦本，90岁，中国连环画家。长期致力连环画创作、出版及理论研究，是外国名著连环画領域先師。[206]
- 韩世杰，98岁，中国政治人物，河南省戏剧家协会原秘书长。[207]
- 蔡共新，78歲，台灣傳統工藝「鑿花」保存者。早年師從郭炳坤（臺南市木匾暨木雕工藝）。[208]
- 韓賢光，66歲，台灣籍印尼裔音樂製作與創作人。曾任《幻眼合唱團》貝斯手兼團長。演唱會總監、金曲獎評審及《答案商店》樂團團長。突發心源性猝死。[209][210]
- 弗拉斯季米爾·霍特（捷克語：Vlastimil Hort），81歲，捷克裔德國西洋棋棋手、特級大師。[211]
- 伊莎貝爾·巴萊塔（Isabel Barletta），113歲242天，生前是阿根廷在世最長壽者。[212]
- 鈴木美智子，85岁，日本女藝人，聲優學校校長。腦溢血。[213]

### 11日
- 曹叔维，84岁，中国空调负荷领域专家，同济大学暖通研究所教授。[214]
- 王云鹏，85岁，中国书法家，鹏体草书创始人。[215]
- 石学敏，86岁，中国针灸学专家，天津中医药大学第一附属医院名誉院长，中国工程院院士。[216]
- 黄修己，90岁，中国文学史家，中山大学中文系教授。[217]
- 陈生玺，92岁，中国历史学家，南开大学历史学院教授。[218]
- 阿琼·梅农（英语：Arjun Menon (coach)），48歲，新加坡前板球運動員及教練。在馬拉維遇害。[219]
- 罗伯特·本顿（英語：Robert Benton），92岁，美國導演、編劇和製片人（1960年—1970年），1979年奥斯卡最佳导演奖得主《克拉瑪對克拉瑪」（Kramer vs. Kramer）》。[220][221]
- 维克托·格拉先科（俄語：Виктор Геращенко），87岁，俄罗斯经济学家，曾任俄罗斯联邦中央银行行长。[222]

### 10日
- 蔡汀，61岁，中国画家，绍兴市美术家协会副主席。[223]
- 吴本清，88岁，中国书法家，赣南师范大学教授。[224]
- 陳聽安，92歲，臺灣財政（稅）學者，中華財政學會創會理事長。[225]
- 朱萬鶴，99歲，臺灣登山客休憩所「李棟山莊」的創建者。[226]
- 安世熙（韓語：안세희），97岁，韩国物理学家，延世大学校长（1980年—1988年）。[227]

### 9日
- 刘祥伟，41岁，中国化学家，西南交通大学化学学院副教授。[228]
- 张北平，52岁，中国医师，广东省中医院脾胃病科大科主任。[229]
- 卢子清，85岁，中国政治人物，原黑龙江省纪委驻黑龙江日报社纪检组组长、黑龙江日报社编委。[230]
- 郑庆声，91岁，中国工运史研究者，上海社会科学院副研究员。[231]
- 陆惠芳，97岁，中国政治人物，原安徽省合肥市外经贸委副主任、副书记。[232]
- 马兴荣，101岁，中国词学研究专家，华东师范大学中文系教授。[233]
- 孔昭禧，102岁，中国政治人物，原河南省洛阳地区行署移民办公室主任。[234]
- 德拉甘·拉博維奇，38歲，塞爾維亞男子籃球運動員。心脏病发。[235]
- 玛戈特·弗里德兰德（英语：Margot Friedländer），103岁，德國人，纳粹大屠杀幸存者。[236]
- 約翰·施塔赫爾，97歲，美國物理學家。[237]

### 8日
- 陈更生，71岁，中国注册会计师，四川华信（集团）会计师事务所原总经理。[238]
- 李永盛，74岁，中国隧道及地下工程专家，曾任同济大学常务副校长。[239]
- 张睿壮，75岁，中国国际关系研究学者，曾任中国国际关系学会副会长，南开大学教授。[240]
- 储功彭，80岁，中国政治人物，浙江省宁海县人大常委会原副主任。[241]
- 马·斯尔古愣，86岁，中国蒙古族音乐学者，内蒙古师范大学音乐学院副教授。[242]
- 裘锡圭，89歲，中国古文字学家，复旦大学教授。[243]
- 王魁业，91岁，中国工程教育學者，曾任哈尔滨工业大学副校长。[244]
- 罗纬，92岁，中国石油工程師，中国石油大学（北京）教授。[245]
- 魯慕迅，96歲，中国國畫家，曾任中國美術家協會理事。[246]
- 马士杰，100岁，中国政治人物，原南京市交通局副局长。[247]
- 王朝民，30歲，臺灣職業棒球運動員，統一獅隊前投手（2014年選秀曾獲統一獅第六指名頭銜，於2016年離隊）。熱衰竭。[248]
- 戴維·蘇特（英語：David Souter），85歲，美國法學家，前美國最高法院大法官。[249]
- 鄭明煥，64歲，韓國演員，曾參與出演戲劇《許浚》、《李祘》、《火花》等。心肌梗塞。[250]
- 尹厚明（韓語：윤후명），79歲，韓國作家。[251]
- Xatar（英语：Xatar），43歲，原名吉瓦·哈賈比，庫德裔德國繞舌歌手。[252]
- 和田喜久夫（日語：和田 喜久夫），74歲，日本男子摔跤運動員。[253]

### 7日
- 李有臣，59岁，中国应急管理专家，济南石油化工设计院党总支书记。[254]
- 林庆财，64岁，中国工艺美术大师，莆田市工艺美术协会荣誉会长。[255]
- 周政保，77岁，中国军旅作家、文艺评论家。[256]
- 舒曼莉，82岁，中国秦腔旦角表演艺术家。[257]
- 李启圣，84岁，中国体育教育家，西南大学教授。[258]
- 舒炜，95岁，中国政治人物，原文化部电影局宣传发行处处长，帅孟奇养女。[259]
- 楊煥，46歲，台灣電視節目製作人。女演員江泳錡前夫。時任《超級夜總會》（澎恰恰主持）監製和專案主任。[260]
- 加藤延夫（日語：加藤 延夫），95岁，日本细菌学家，名古屋大学校长（1992年—1998年）。[261]
- 羅珊娜·諾頓（英语：Rosanna Norton），80歲，美國服裝設計師。膀胱癌。[262]
- 安東尼·納恩（英語：Anthony Nunn），97歲，英國前男子曲棍球運動員。[263]
- 雅各布·帕里斯（葡萄牙語：Jacob Palis），85歲，巴西數學家，中国科学院外籍院士。[264]
- 克萊奧帕·姆蘇亞，94歲，坦桑尼亚政治人物，曾任坦桑尼亚总理（1980年—1983年、1994年—1995年）。[265]
- 奈伊，88歲，美國教授、政治人物，哈佛大學教授，曾任前總統卡特與柯林頓政府要務。[266]

### 6日
- 苟偉，44歲，中國男歌手。[267]
- 楚振刚，76岁，中国政治人物，曾任青岛市人民政府国有资产监督管理委员会巡视员。[268]
- 曾繁耀，84岁，中国政治人物，原广东省林业厅副厅长。[269]
- 王文桥，87岁，中国餐饮管理专家、书法家，中国烹饪协会原副秘书长。[270]
- 徐步基，87岁，中国政治人物，柳州市政协原主席。[271]
- 阚思静，87岁，中国匈牙利史专家，中国社会科学院世界历史研究所研究员。[272]
- 譚義存，90歲，中國滑稽戲笑星，評彈、獨腳戲演員。中國農工民主黨黨員。[273]
- 向贤杰，91岁，中国政治人物，重庆市总工会原副局级巡视员。[274]
- 林國彰，74岁，台灣攝影家、資深攝影記者，病逝。[275]
- 詹姆斯·佛利（英語：James Foley），71歲，美國电影導演。死於腦癌。[276]
- 約瑟夫·奈爾（英語：Joseph Nye），88歲，美國政治學者。[277][278]

### 5日
- 唐德华，89歲，中國法官，曾任最高人民法院副院长。[279]
- 姬斌，67岁，中国政治人物，曾任《瞭望》周刊社总编辑、党委书记。[280]
- 帕维尔·卡奇卡耶夫（俄語：Павел Качкаев），73岁，俄罗斯政治人物，国家杜马代表。[281]
- 朱塞佩·莫約利（義大利語：Giuseppe Moioli），97歲，義大利男子賽艇運動員。[282]
- 陳長謙，88歲，美國華裔生物物理化學家，中央研究院第十七屆院士。[283]

### 4日
- 許歷農，104岁，台灣軍政人物，陸軍二級上將，曾任國防部總政治作戰部主任、退輔會主委、國民大會代表等職。[284][285]
- 彼得羅斯·莫利維亞蒂斯（希臘語：Πέτρος Μολυβιάτης），96歲，希臘政治人物，前外交部長（2004年—2006年）。[286]
- 冯家骏，94岁，中国人体解剖学家，中山大学教授。[287]
- 拉斐爾·魯利安（西班牙語：Rafael Rullán），73歲，西班牙前男子籃球運動員。[288]

### 3日
- 易育，45岁，中国政治人物，中南财经政法大学法学院党委副书记。[289]
- 梁见越，50岁，中国政治人物，深圳市前海国际人才服务中心执行董事、总经理。[290]
- 吴荣光，78岁，中国文物鉴赏家，上海市黄浦区原文化局党委书记。[291]
- 吴民先，85岁，中国书画家、美术教育家。[292]
- 杨林德，86岁，中国隧道及地下工程专家，同济大学教授。[293]
- 艾·道尔吉，88岁，中国政治人物，博尔塔拉蒙古自治州政协副主席。[294]
- 王伯彦，94岁，中国政治人物，武汉市洪山区政协原主席。[295]
- 保罗·范胡伊东克（荷兰语：Paul Van Hoeydonck），99岁，比利時藝術家，代表作為「倒下的太空人」[296]。
- 皮埃尔·奥迪（英语：Pierre Audi），67岁，黎巴嫩裔英国剧场导演与艺术监督。[297]

### 2日
- 周晴，57岁，中国儿童文学作家，少年儿童出版社原社长。[298]
- 张坤岳，88岁，中国足球运动员。[299]
- 张仁家，91岁，中国政治人物，烟台市人大常委会原副主任。[300]
- 刘贵祥，95岁，中國人，南京大屠杀幸存者。[301]
- 莉薩·布朗-米勒（英語：Lisa Brown-Miller），58歲，美國女子冰球運動員，1998年冬奥会金牌得主。[302]
- 喬治‧瑞安（英语：George Ryan），91歲，美國政治人物，曾任伊利諾州州長（英语：Governor of Illinois）。[303]

### 1日
- 左然，70岁，中国能源学者，江苏大学教授。[304]
- 刘兵，83岁，中国政治人物，曾任天津市第一中心医院院长。[305]
- 王贤才，90岁，中国医学翻译家，全国政协委员。[306]
- 胡惠贞，98岁，中国语言文字学者，原上海教育出版社文科第二编辑室主任。[307]
- 扎西旺堆（藏語：བཀྲ་ཤིས་དབང་འདུས་，威利转写：Bkra-shis Dbang-'dus），78岁，西藏流亡政府政治人物，曾任该流亡政府“外交部长”。[308]
- 賴瑞·強森（英語：Larry Johnson），70岁，美國NBA聯盟前職業籃球運動員。[309]
- 查理·斯卡利斯（英语：Charley Scalies），84歲，美國男演員。[310]
- 費慤，98歲，英國氣象學家，皇家香港天文台台長（1981年—1984年）。[311]